# Ambia marmorealis
Ambia marmorealis là một loài bướm đêm trong họ Crambidae.